# Slag bij Sellasia
De Slag bij Sellasia vond plaats tijdens de zomer van 222 v.Chr. tussen een verbond van Macedonië en de Achaeïsche Bond, onder leiding van Antigonos III Doson, en Sparta, onder leiding van koning Cleomenes III. De slag vond plaats bij Sellasia, op de noordgrens van Laconië en eindigde met een Macedonisch-Achaeïsche overwinning.
In 229 v.Chr. begon Cleomenes de vijandigheden tegen de Achaeïsche Bond, de sterkste speler op de Peloponnesos. In een aantal veldtochten slaagde Cleomenes er uiteindelijk in de Achaeërs te verslaan, waardoor Sparta weer de belangrijkste macht was in de regio. Dit zorgde ervoor dat de belangrijkste persoon binnen de Achaeïsche Bond, Aratus van Sicyon, een beroep deed op de koning van Macedonië, Antigonos III Doson. De Macedoniërs besloten de Achaeërs te helpen op voorwaarde dat ze het fort van de Akrokorinthos overgaven aan hen. De Macedoniërs vielen de Peloponnesos binnen in 224 v.Chr.
In de zomer van 222 v.Chr. ging het Macedonisch-Achaeïsche leger naar Sellasia bij de noordelijke grens van Laconië, waar ze stootten op het leger van Cleomenes. Na een korte impasse lanceerde Antigonos een offensief tegen de Spartanen op de versterkte heuvels Olympus en Evas. Terwijl de Macedonische rechterflank de Spartaanse linkerflank op de vlucht joeg op de berg Evas, was de strijd op de andere flank nog steeds bezig. Uiteindelijk werden de Spartanen definitief op de vlucht gejaagd door de grotere aantallen soldaten van de Macedoniërs. Cleomenes ging op ballingschap naar Alexandrië en Antigonos werd de eerste niet-Spartaanse generaal die Sparta bezette.

## Achtergrond
De inname van vele belangrijke Arcadische steden door koning Cleomenes III zorgde ervoor dat de Achaeïsche Bond Sparta de oorlog verklaarde. De Achaeïsche pogingen onder leiding van Aratus van Sicyon om deze steden te heroveren mislukten grotendeels, waardoor Sparta haar positie kon versterken. Aan de daaropvolgende Achaeïsche offensieven in 226 v.Chr. werd beslissend een einde gemaakt in de Slag bij Lycaeum en de Slag bij Ladoceia.
De Achaeïsche positie werd nog verder verzwakt toen hun gewezen bondgenoot, Ptolemaeus III van Egypte, Sparta financieel begon te steunen. Ptolemaeus had eerst de veldtochten van de Achaeërs tegen Macedonië gesteund, maar dacht nu dat Sparta een sterkere bondgenoot zou zijn tegen Macedonië. Hij werd nog zekerder over dit door de Spartaanse overwinning tegen de Achaeërs in de Slag bij Dyme, die ertoe leidde dat de Bond probeerde een vredesverdrag te sluiten met Cleomenes.
Toen de vredesonderhandelingen mislukten stuurde Aratus gezanten naar de Macedonische koning, Antigonos III Doson, om militaire hulp te vragen. Antigonos stemde toe op voorwaarde dat de geduchte Akrokorinthos weer zou overgaan op Macedonië. Deze voorwaarden maakten vele Achaeërs woest, en Cleomenes maakte hier gebruik van door veel kleine dorpen en een aantal belangrijke steden, zoals Korinthe en Argos, te bezetten. Aratus accepteerde uiteindelijk de Macedonische voorwaarden en gaf ook de steden Orchomenos en Heraea aan Macedonië. Daarna verzamelde Antigonos zijn leger voor de invasie van de Peloponnesos.

## Aanloop
Antigonos marcheerde naar de Peloponnesos aan het hoofd van een groot leger van 20.000 man infanterie en 1.300 man cavalerie via het eiland Euboea. Ze moesten deze weg nemen omdat ze niet door het grondgebied van de hen vijandig gezinde Aetolische Bond konden gaan. Nadat ze de Isthmus van Korinthe bereikt hadden, moesten de Macedoniërs noodgedwongen halt houden door een aantal versterkingen die Cleomenes gebouwd had. Verschillende pogingen om de versterkingen te doorbreken werden teruggeslagen met aanzienlijke verliezen.
Argos kwam echter in opstand tegen Sparta en verdreven het garnizoen dat er gelegerd was met de hulp van enkele Macedonische soldaten. Deze nederlaag dwong Cleomenes zijn posities op de Isthmus te verlaten en zich terug te trekken naar Arcadië. Ondertussen blies Antigonos de Korinthische Bond nieuw leven in onder de naam van de "Bond der Bonden". Hij slaagde erin het grootste deel van de Griekse stadstaten te integreren in deze bond.
Antigonos slaagde erin verschillende steden in Arcadië die zich hadden aangesloten bij Cleomenes in te nemen. Hij ging naar Achaea voor zijn Macedonische troepen terug te laten keren naar hun thuisland zodat ze de winter in hun eigen huis konden doorbrengen. Op dat moment stopte Ptolemaeus van Egypte met zijn financiële hulp voor Cleomenes, waardoor die geen geld meer had om zijn huursoldaten te betalen. Om geld te krijgen begon Cleomenes aan heloten de vrijheid te verkopen in ruil voor een som geld.
Cleomenes wist dat Antigonos zijn Macedonische troepen naar huis had gestuurd en besloot een aanval op de Achaeïsche Bond te lanceren. Hij probeerde de indruk te geven dat hij het grondgebied van Argos wilde plunderen, maar koos een andere richting en viel Megalopolis aan. De Spartanen slaagden erin door een zwakke sectie van de verstevigingen te breken en begonnen de stad over te nemen. De inwoners van Megalopolis wisten niet dat de Spartanen in hun stad waren tot aan de ochtend. Een groepje soldaten zorgde er echter voor dat het grootste deel van de Megalopoliters konden ontsnappen. Cleomenes zond hen een boodschap waarin stond dat hij hen hun stad wilde teruggeven als ze zich bij hem aansloten. Maar toen ze dit voorstel weigerden, beval Cleomenes dat de stad geplunderd en afgebrand moest worden.
De vernietiging van Megalopolis was een grote schok voor de Achaeïsche Bond. Cleomenes plunderde daarna het gebied van Argos, want hij wist dat Antigonos op dat moment niets kon doen tegen hem door een tekort aan mannen. Cleomenes had ook gehoopt dat de aanvallen op het Argivische grondgebied ervoor zou zorgen dat de Argiven hun vertrouwen in Antigonos zouden verliezen doordat hij er niet in slaagde hen te beschermen. Walbank beschrijft deze aanvallen als "een indrukwekkende demonstratie, maar het had geen effect, uitgezonderd dat het nog duidelijker werd dat Cleomenes verslagen moest worden in een geregelde veldslag." (Walbank, 1984, p. 471)

## Verloop

### Legers

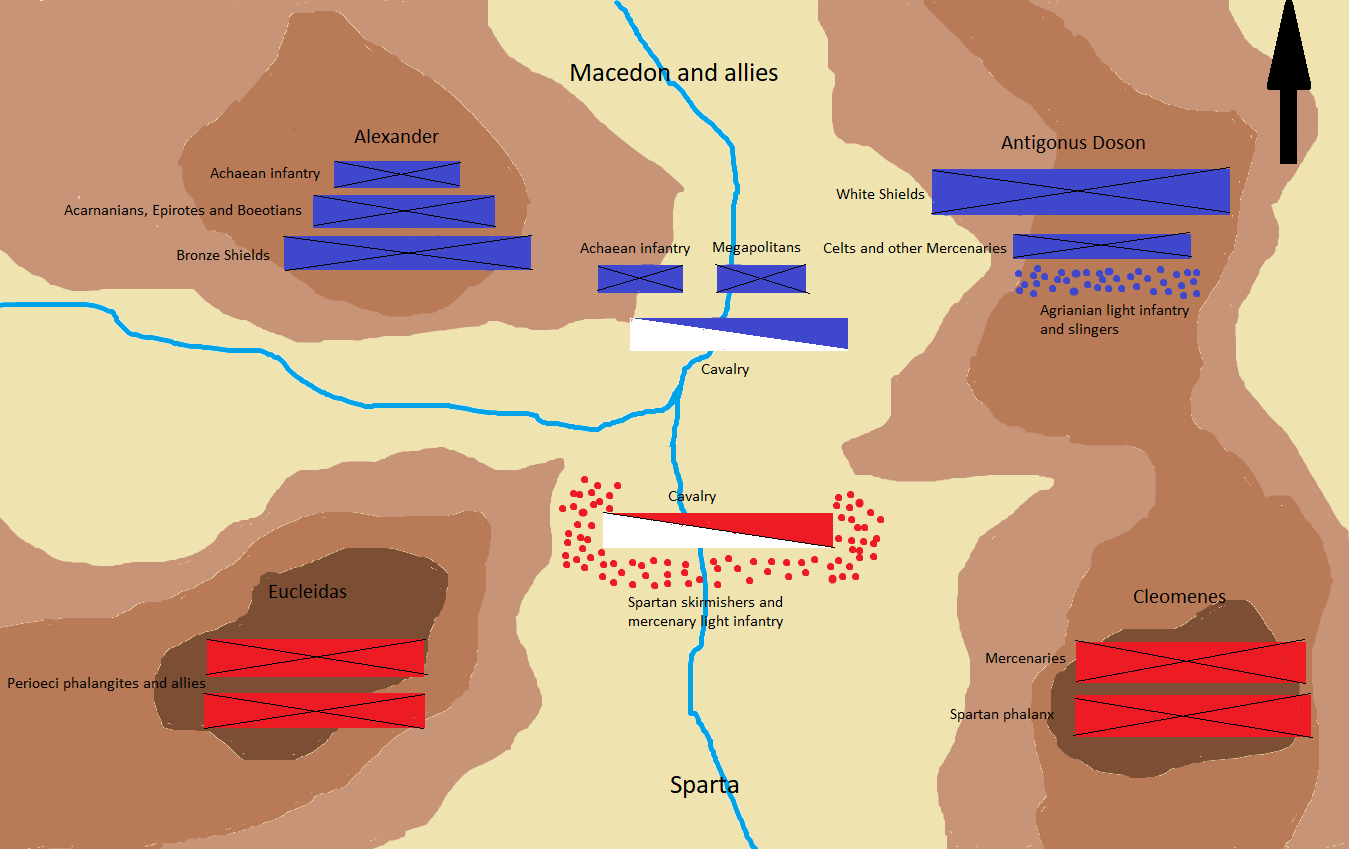
Beginposities in de Slag bij Sellasia

Antigonos' antwoord op Cleomenes' aanvallen was het terugroepen van zijn leger uit Macedonië. De Macedonische lichting die marcheerde naar Laconië werd aangevuld door geallieerde contingenten, die zich hadden verzameld op de Peloponnesos. Polybios schrijft dat het leger bestond uit 29.200 man. Hiervan waren 10.000 falangisten, 3.000 peltasten en 300 man cavalerie Macedonisch. Dit aantal werd aangevuld door 1.000 Agrianiërs, 1.600 Illyriërs onder leiding van Demetrius van Pharus, 1.000 Galaten, 3.000 andere huursoldaten en 300 man cavalerie. De grootte van dit Macedonische leger werd dus ook nog aangevuld door de Griekse bondgenoten. De Achaeërs zorgden voor 3.000 man infanterie en 300 man cavalerie, de Arcadiërs voor 1.000 man infanterie uit Megalopolis onder leiding van Cercidas, de Boeotiërs zorgden voor 2.000 man infanterie en 200 man cavalerie, de Akarnaniërs voor 1.000 man infanterie en 50 man cavalerie en de Epiroten voor 1.000 man infanterie en 50 man cavalerie.
Om de Macedonische invasie tegen te gaan rekruteerde Cleomenes een zo groot mogelijk leger. Hij slaagde er uiteindelijk in een leger van 20.650 man te verzamelen. Dit bestond uit de Spartaanse lichting hoplieten, waarschijnlijk 2.000 Laconiërs bewapend in de Macedonische stijl, contingenten van Perioiken en huurlingen en 650 man cavalerie. Cleomenes kon de passen richting Laconië versterken met een aantal barricades en grachten voordat hij aan het hoofd van zijn leger naar Sellasia ging om daar een sterke positie in te nemen.

### De slag
Toen Antigonos en zijn leger aankwamen bij Sellasia zagen ze dat het Spartaanse leger een sterke positie op de heuvels (Olympus en Euas) had ingenomen. De rivier de Oenous stroomde tussen deze twee heuvels door. De Spartaan Eucleidas stond op de heuvel Euas aan het hoofd van de Perioiken en bondgenoten, terwijl Cleomenes op Olympus stond met de Spartanen en huurlingen. Op de vlakte tussen de heuvels stelde Cleomenes zijn cavaleristen op en de rest van zijn huurlingen. De sterkte van het Spartaanse leger zorgde ervoor dat de Macedoniërs niet onmiddellijk een aanval uitvoerden op de Laconiërs.
Antigonos plaatste zijn falanxen recht tegenover de Laconische infanterie met de bedoeling op te rukken en de hoogten in te nemen. Zijn Macedonische, Achaeïsche en Boeotische cavalerie en de huurlingen onder leiding van ene Alexander, stonden tegenover de vijandige cavaleristen in het centrum. De geallieerde rechterflank rukte op tegen de Laconiërs op de heuvel Euas, maar werd in de flank aangevallen door vijandige infanterie die eerst bij de cavaleristen gestaan had. Zonder de steun van hun zware infanterie hadden de oprukkende bondgenoten het moeilijk tegen de Spartanen in hun rug en voor hen, totdat de Arcadische cavalerist Philopoemen zijn bevelen negeerde en een charge uitvoerde met de mannen die hem wilden volgen. Dit redde de lichte infanterie op de Euas van complete vernietiging en zorgde uiteindelijk voor de overwinning, want de Illyriërs en de andere lichte infanterie verdreven ondertussen de Spartanen van de andere heuvel en doodden Eucleidas. Na de slag prees Antigonos Philopoemens initiatief, terwijl hij zijn eigen commandant Alexander terechtwees.
De slag op Olympus tussen de twee falanxen duurde langer, maar toen de geallieerde contingenten de Spartanen in de flank aanvielen, bleven zij vechten tot de laatste man, totdat hun koning wegvluchtte met een aantal anderen. Volgens Plutarchus overleefden er van de 6.000 Spartiaten slechts 200, aangezien de anderen een eervolle dood boven schande verkozen. Sparta werd voor de eerste keer in haar bestaan ingenomen door een niet-Spartaanse generaal. Vergezeld door zijn beste vrienden nam Cleomenes een schip in Gythium om naar zijn moeder en zonen in Alexandrië te gaan. Hij bleef daar in ballingschap tot zijn dood, drie jaar later.